# 利瑟貝里站
利瑟貝里站（瑞典語：Liseberg station）是瑞典哥德堡西海岸鐵路的一座鐵路車站，毗鄰利瑟貝里主題樂園。該站於1993年4月21日啟用，主要服務於哥德堡至孔斯巴卡的哥德堡通勤列車（車站於此路綫重新開通的次年啟用）以及哥德堡至布羅斯的Västtågen火車。

## 地理位置
在時刻表及站台標誌上，此站被稱為「利瑟貝里」（Liseberg），但車站外部的標誌則為「利瑟貝里站」（Lisebergsstationen）。此設計的原因是為了避免乘客（尤其是遊客）認為抵達車站即時到達同樣名稱的利瑟貝里主題樂園。事實上，此主題樂園比車站有多近70年歷史，而樂園的主入口實際上位於車站以西300米處。
此車站位於地下的Gårdatunneln隧道內，乘客需使用電梯或扶手電梯來往地面及月台。車站位於一個彎道處，並且鐵軌明顯向東傾斜。車站的兩個月台皆設有月台幕門，當列車停靠時，司機會使用遙控器操作月台幕門以供上落。

## 轉乘交通
利瑟貝里站最接近的電車站是同名的「利瑟貝里」電車站（Liseberg Station），哥德堡電車停靠此處。
同時，利瑟貝里站以西500米處是哥德堡的交通樞紐庫石街，該處有以下電車線路途徑：
- （往Högsbotorp和默恩达尔）
- （往Angered和默恩达尔）
- （往Länsmansgården和東醫院（瑞典语：Sahlgrenska Universitetssjukhuset））
- （往Länsmansgården和Kortedala）
- （往Angered和弗勒隆達（瑞典语：Frölunda torg））

同時，庫石街亦有多部區域巴士線路停靠，長途巴士及彩虹巴士亦有在此設站。
2020年6月，利瑟貝里電車站從主題樂園入口外略微東移至更靠近利瑟貝里站的位置。同時，多條巴士線路也開始在此停靠，部分鄉村巴士線路的終點站從Heden改至利瑟貝里站。這是由於西部連接綫庫石街站的建設導致庫石街的巴士停靠空間減少。利瑟貝里站預計在西部連接綫2026年完工後仍將繼續運營。
利瑟貝里站另一個較為遠的電車站是「利瑟貝里南」（瑞典語：Liseberg Södra）電車站，顧名思義位於利瑟貝里站的南方處，與庫石街相隔。